# Grotte du Pech Merle
Pour les articles homonymes, voir Pech et Merle (homonymie).
La grotte du Pech Merle (ou de Pech Merle) est une grotte ornée située dans la commune de Cabrerets, dans le département du Lot, en Occitanie, en France. Elle s'ouvre dans une colline (pech en occitan) dominant les vallées de la Sagne et du Célé, dans le Quercy. Elle a livré des peintures pariétales datées du Gravettien au Magdalénien. Cette grotte est l'une des grottes ornées les plus notoires de France.

## Historique
L'igue du Pech Merle ou igue David (du nom des anciens propriétaires du terrain où elle est située) était connue des habitants environnants et fut prospectée plusieurs fois avant de dévoiler tous ses secrets. La tradition veut qu'un prêtre réfractaire s'y cachait pendant la Révolution française et qu'il y était ravitaillé par les paroissiens de Cabrerets.

### Découverte

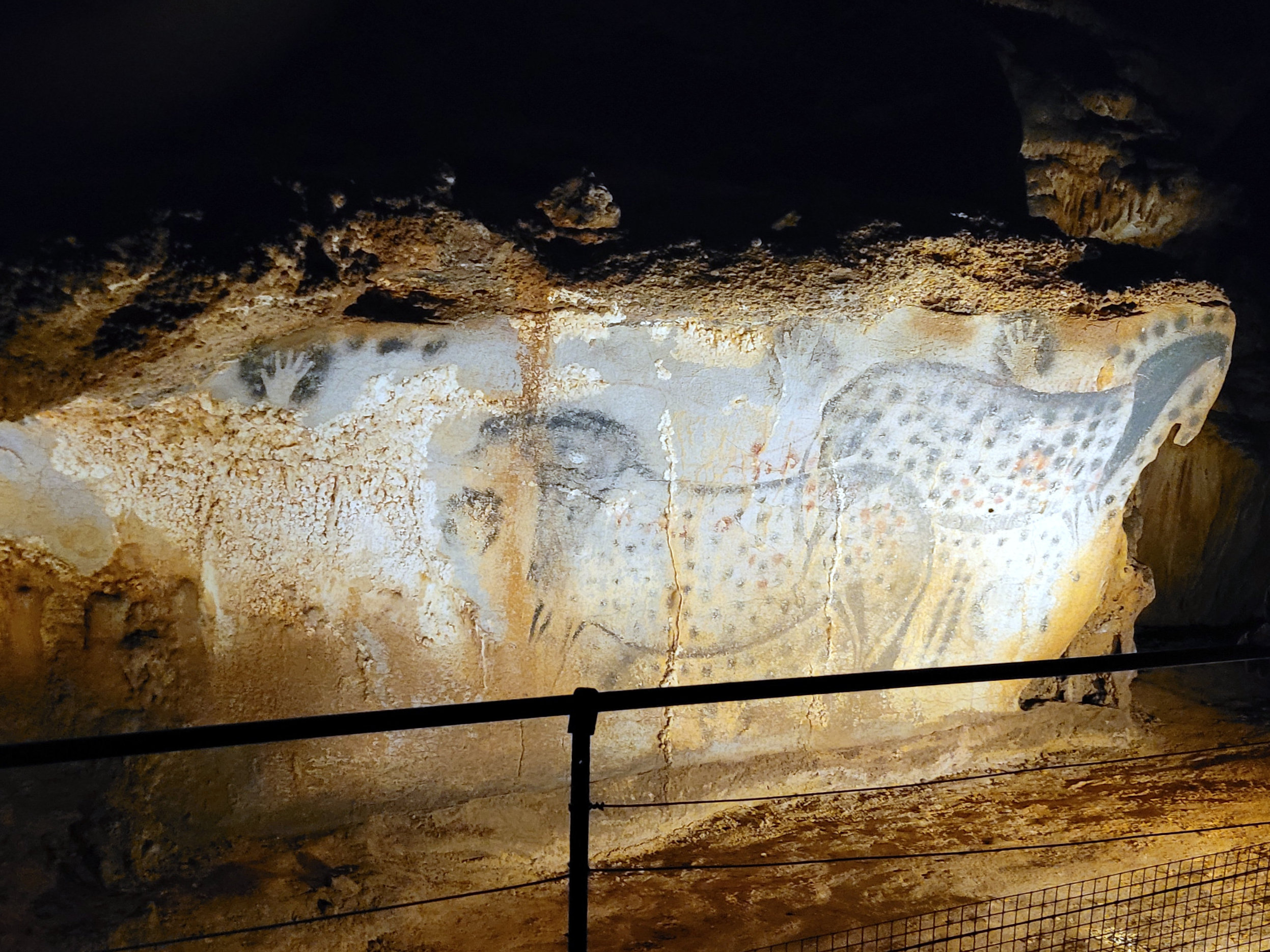
Fresque dite des chevaux ponctués de la grotte du Pech Merle.

La première salle, dite salle Rouge en raison de ses concrétions rougeâtres, fut découverte en 1915 par Henri Redon, étudiant en médecine à Paris, accompagné de son cousin monsieur Touzery.
Le 15 février 1920, l'abbé Amédée Lemozi, curé de la paroisse, et des enfants - André David (fils du propriétaire de l'igue), Henri Dutertre, Louis Gineste et Henri Vinel - y font une première exploration mais ne découvrent que des ossements d'animaux contemporains (caprinés et bovinés). En avril 1922, André David et Henri Dutertre y retournent, dégagent à la pelle un boyau encombré d'argile et aboutissent dans la salle blanche. Averti par les enfants de cette dernière découverte, Amédée Lemozi et Pierre Colonge entreprennent une deuxième visite au cours de laquelle ils manquent de se perdre faute de moyens d'éclairage adéquats. L'abbé Lemozi interdit alors aux enfants de s'y aventurer. Le 4 septembre 1922, André David, sa sœur Marthe David et Henri Dutertre, après plusieurs heures d'exploration, découvrent les salles préhistoriques et en font part à Amédée Lemozi. Celui-ci y entreprend alors un relevé topographique complet, aidé d'André David.
Dès 1929, Amédée Lemozi émet l'hypothèse qu'un éboulis situé à proximité immédiate de la nouvelle entrée pouvait masquer de nouvelles galeries. En octobre 1949, André David perce cet éboulis après une vingtaine de jours de travail et découvre le réseau du Combel.
Par la suite, la grotte est étudiée en détail par André Leroi-Gourhan et Michel Lorblanchet.

### Aménagements et ouverture au public

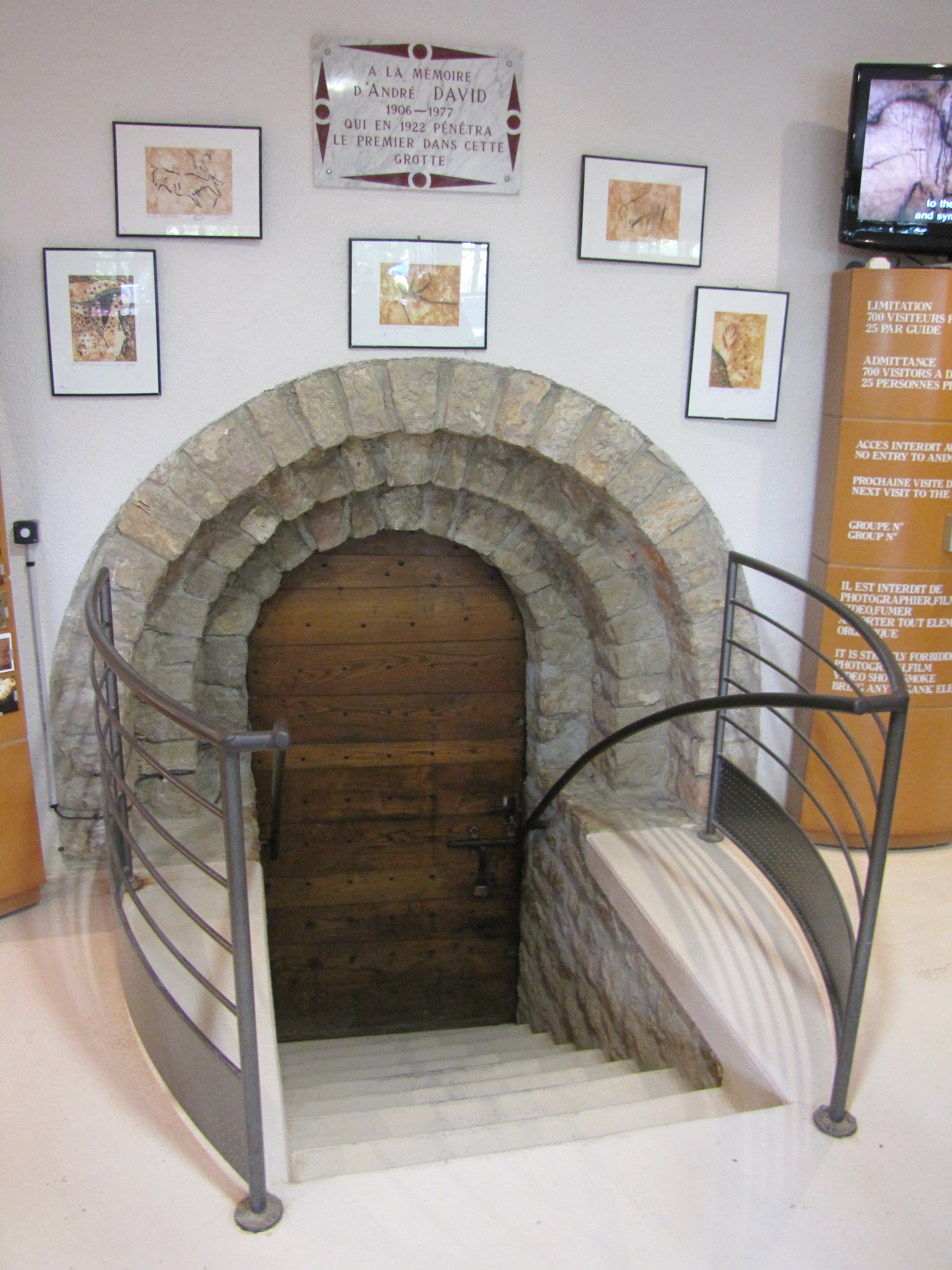
Entrée actuelle de la grotte.

Le 26 juillet 1923, la grotte est acquise par Jean Lebaudy et mademoiselle de Gouvion-Saint-Cyr, propriétaires du château de Cabrerets. Ceux-ci financent les travaux d'aménagement du site : percement du tunnel d'accès pour les touristes, aménagement des galeries et construction de la route d'accès depuis le village de Cabrerets. La grotte du Pech Merle est ouverte au public en juillet 1924.
L'exploitation du musée et de la grotte débouchant sur des problèmes quasi impossibles à résoudre du fait du contrat établi avec les époux David, il est créé le 26 juillet 1946 une Société mixte qui prend la dénomination de Musée et Grottes de Cabrerets. Les difficultés relationnelles deviennent insurmontables avec André David, ancien propriétaire de la grotte qui s'oppose à la modification de l'acte de vente : la grotte est en effet grevée d'une réserve en faveur de ses anciens propriétaires qui atteint 60 % des recettes d'exploitation, ce qui entraîne un bilan alarmant que l'autoritaire fondé de pouvoir de la société, R. Tétart, fait parvenir aux actionnaires. Jean Lebaudy et Mlle Murat font part le 31 août 1949 de leur souhait de se séparer de la grotte à M. Théron, maire de Cabrerets. Les sociétés ne pouvant faire de dons, le 29 janvier 1950, la grotte est cédée à la municipalité de Cabrerets pour la somme symbolique de 30 000 francs que Jean Lebaudy prend à sa charge.

## Description
La grotte a un développement de près de deux kilomètres mais seulement 1 200 m de galeries et de salles sont accessibles aux visiteurs. La grotte comprend deux étages de galeries communiquant par des puits et des boyaux en pente situées environ 100 mètres au-dessus des rivières (Sagne et Célé). Ces galeries ont été creusées en régime noyé il y a près de 2 millions d'années puis dégagées par une vidange partielle. Dans une seconde phase, des concrétions calcaires se sont développées. Dans une troisième phase, des puits de soutirage ont provoqué l'effondrement des planchers où s'étaient développées des stalagmites. Dans une dernière phase, de nouvelles cristallisations se sont développées, comme des oolithes et de grands disques, antérieurs aux dessins préhistoriques.
Les galeries sont majoritairement sèches, larges de 10 mètres en moyenne. La hauteur sous voute s'étage entre 5 et 10 mètres de haut.

## Occupation
Des traces d'occupations animales y sont encore visibles : bauges et griffades d'ours des cavernes. L'ensemble comporte sept cavités dont deux seulement ont été fréquentées par les hommes préhistoriques. En dehors des peintures, le sol même de la grotte a conservé le témoignage du passage de l'homme : 12 empreintes de pas d'un adolescent dans le fond d'un gour désormais asséché ont été fossilisées par calcification ; 3 outils de silex (burin, lame et galet) ainsi que quelques charbons de bois et des débris d'omoplates de renne y ont été trouvés. Selon Michel Lorblanchet, la grotte n'a pas servi d'habitat : sa fréquentation devait être seulement épisodique.
À la fin de la glaciation de Würm, l'entrée naturelle de la grotte a été comblée par un éboulement. L'entrée actuelle pour la visite s'effectue par une galerie artificielle creusée en 1923.

## Galerie

Quelques vues de la grotte
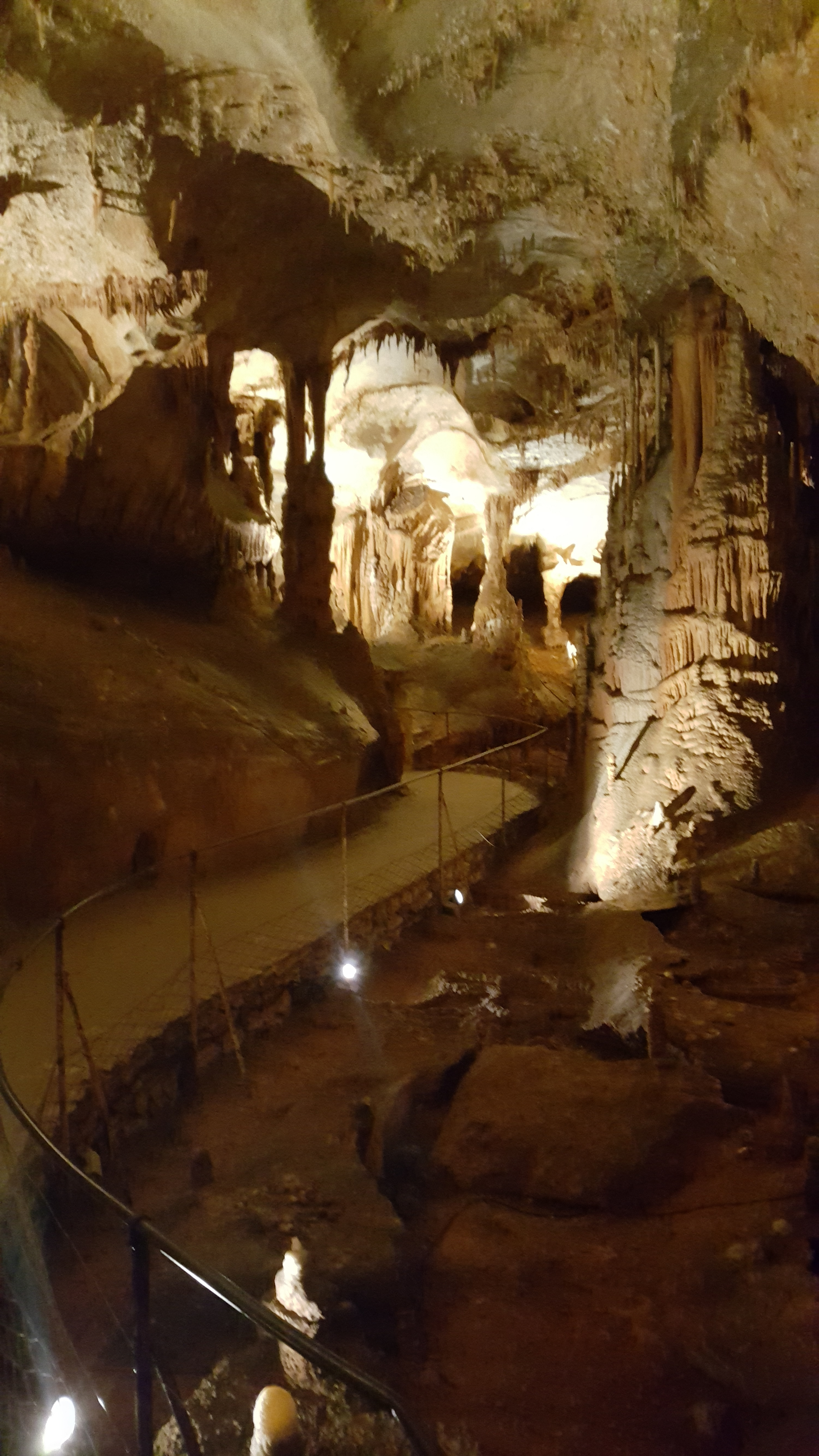
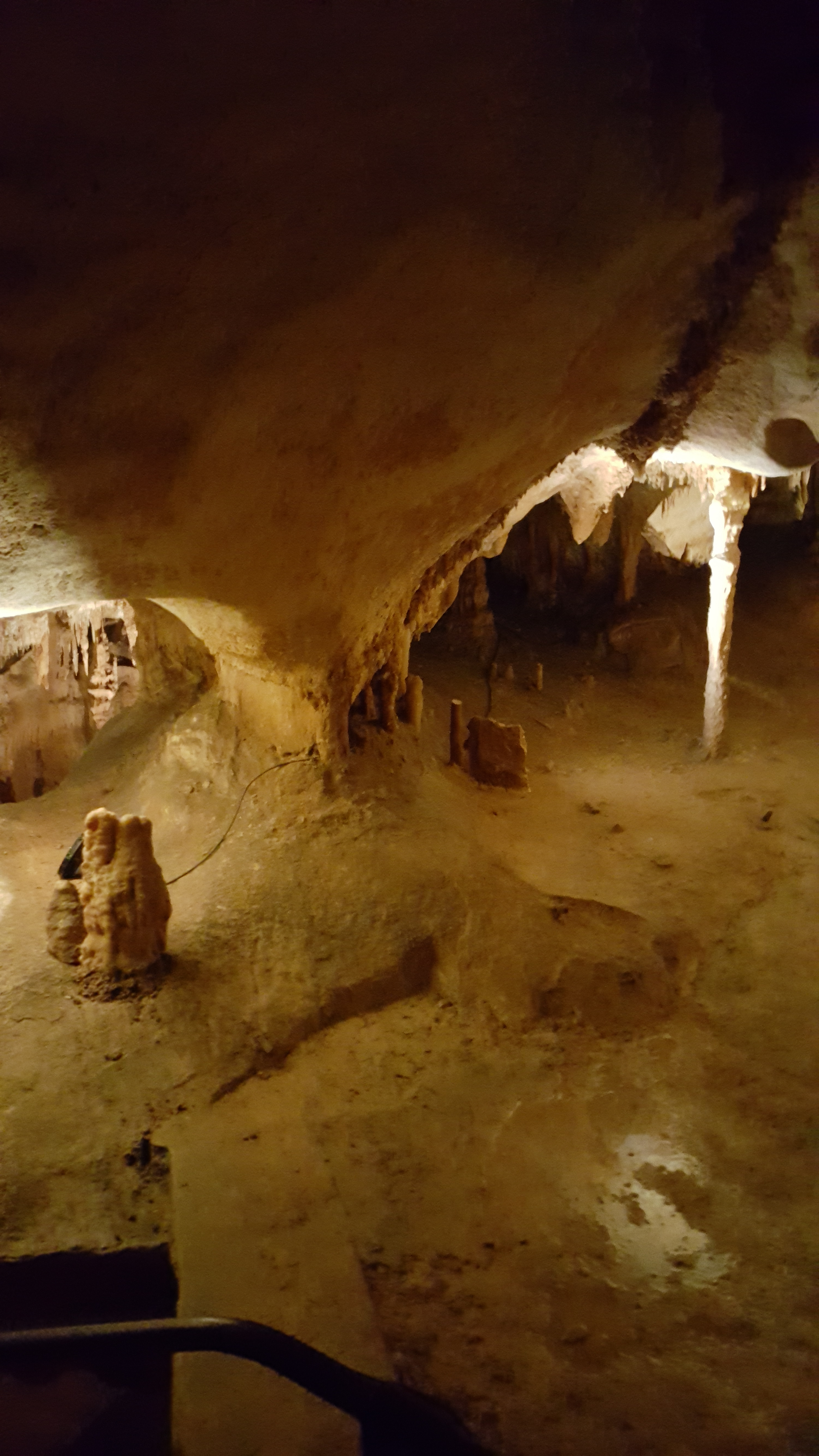
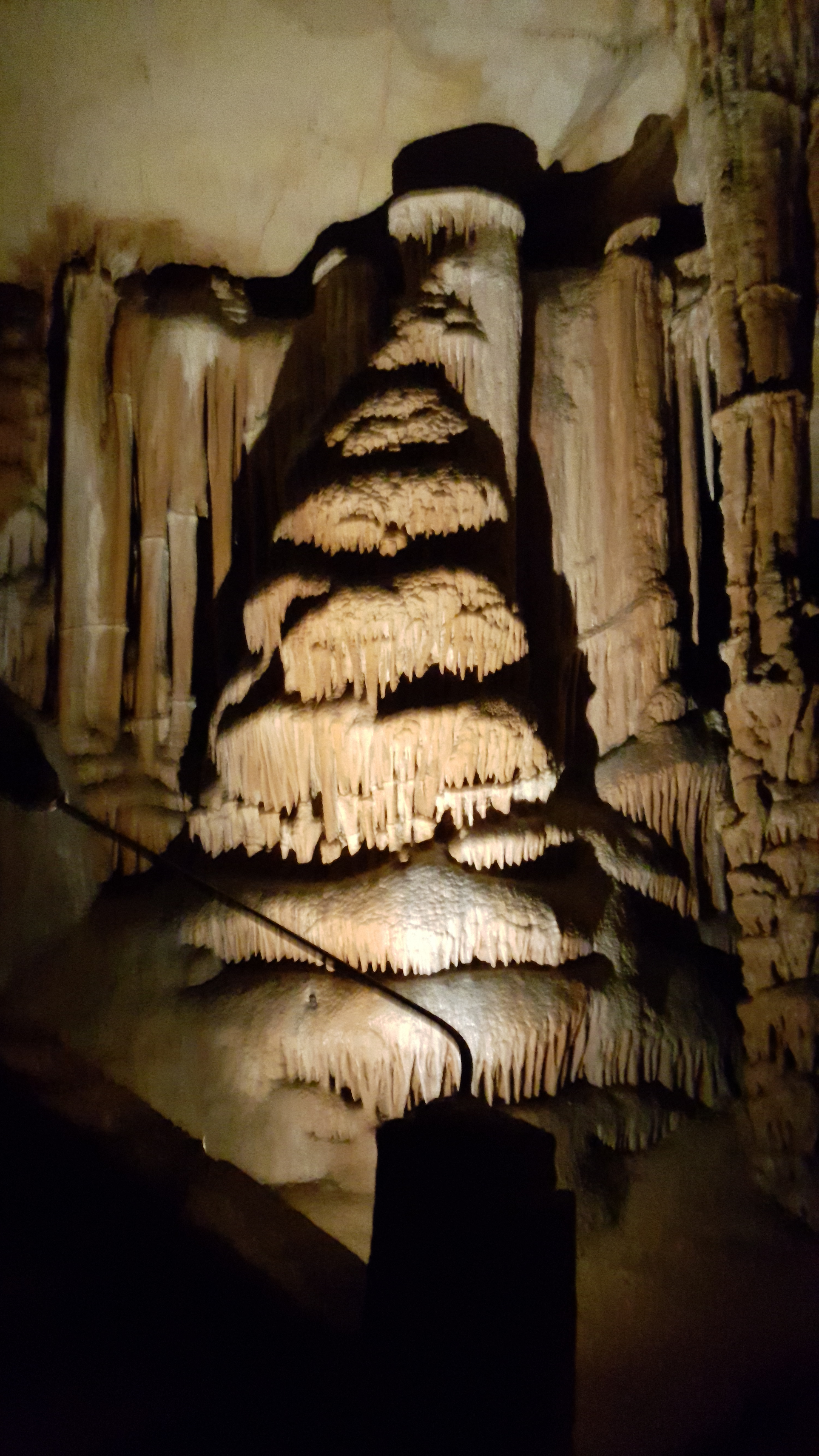
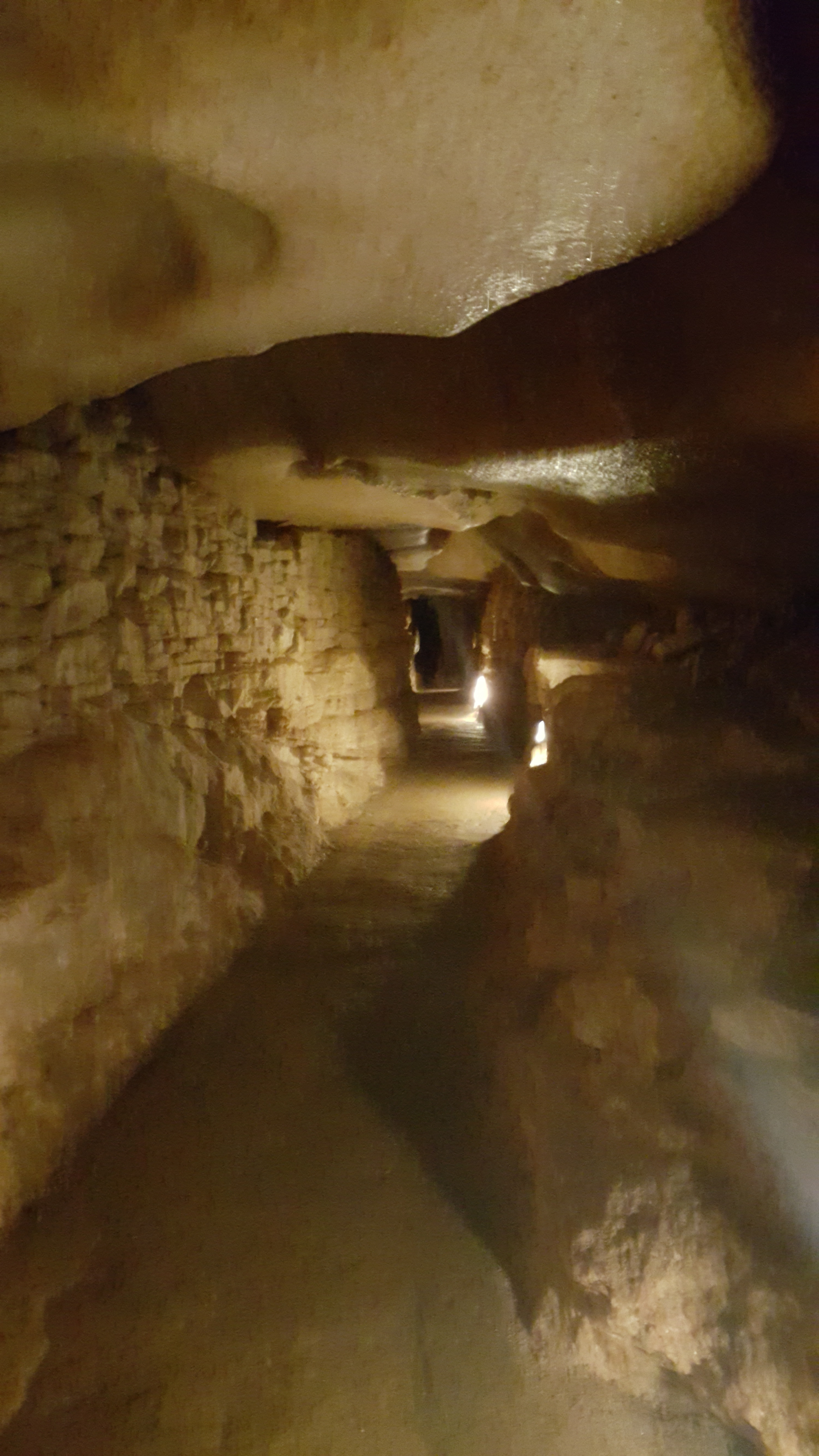

## Art pariétal

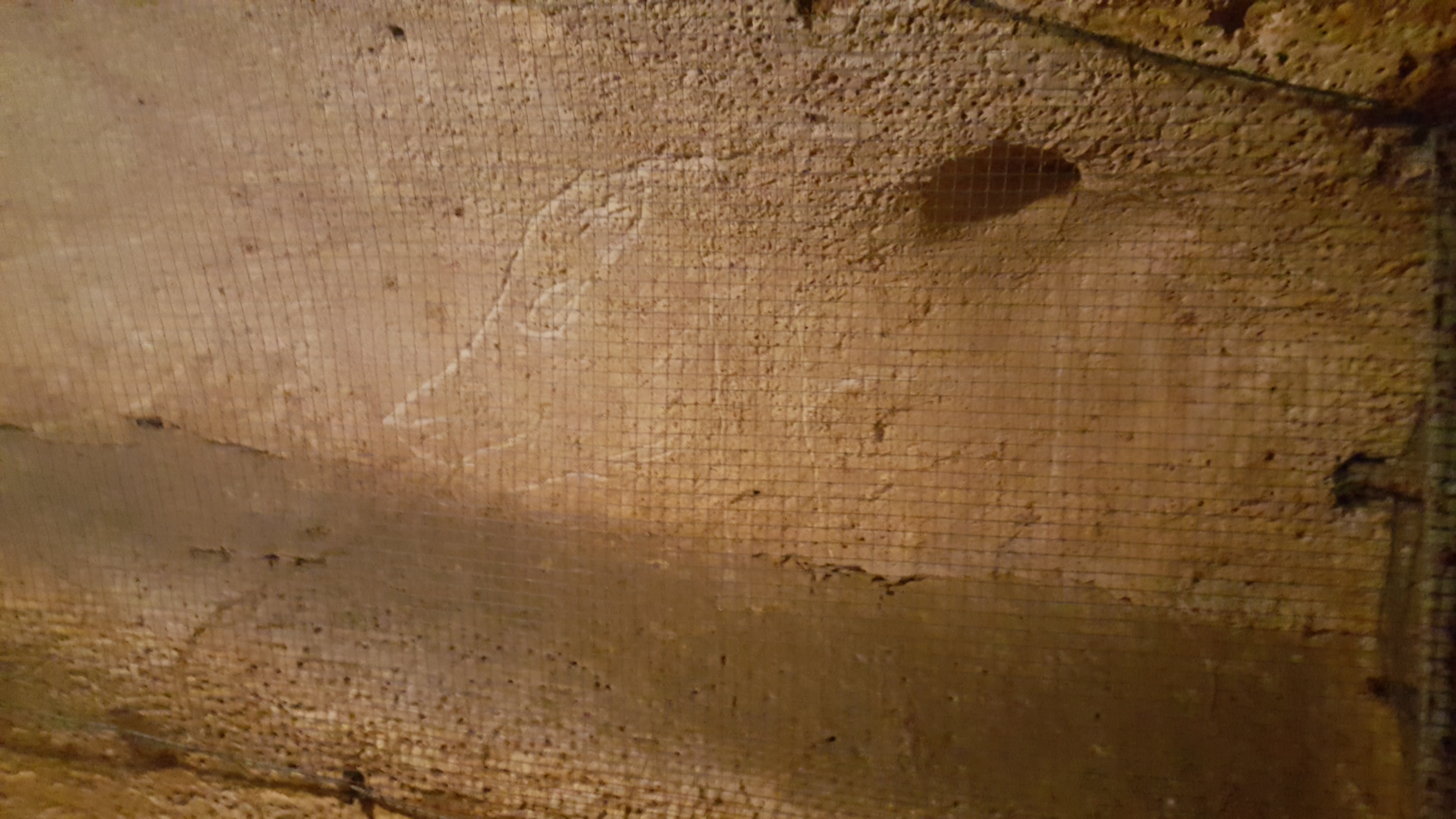
Gravure.

La grotte comporte 700 motifs peints ou gravés, dont 69 figurations animales, 13 figurations humaines ou para-humaines et 595 signes abstraits. Les figurations animales sont constituées de 25 mammouths, 13 bisons, 9 chevaux, 7 aurochs, 4 cervidés dont 1 Megaloceros, 2 bouquetins, 2 poissons (dont 1 douteux), 1 félin, 1 ours et 5 animaux imaginaires. Les figurations humaines sont réalistes (3 femmes et 1 homme) ou schématiques (9 "femmes-bisons" selon la terminologie d'André Leroi-Gourhan). S'y ajoutent des mains négatives réalisées selon la technique du pochoir et des "mains essuyées". La très grande majorité des motifs sont de simples signes (543 ponctuations rouges ou noires soufflées ou imprimées du bout des doigts), des motifs géométriques variés, des bâtonnets et des motifs indéterminés (appelés abusivement motifs hiéroglyphiques). L'ensemble compose plusieurs panneaux baptisés selon les principaux motifs qui y sont représentés.

### Le panneau dit «de lafrise noire»
Appelé aussi chapelle des mammouths, il comprend 11 mammouths, 5 bisons, 4 chevaux, 4 aurochs et un ensemble de ponctuations rouges. L'étude de l'exécution a montré qu'il s'agissait d'une composition spiralée : au centre, le même artiste a d'abord réalisé un grand cheval puis plusieurs bisons, le tout entouré de mammouths surchargés des 4 aurochs. Cette association bison-mammouth se retrouve dans plusieurs autres endroits de la grotte. Les dessins noirs, précis et réalistes, ont été réalisés au charbon de bois et dateraient du Magdalénien ancien, soit il y a environ 16 000 ans. Les ponctuations rouges ont été réalisées avec du tétroxyde de trifer.

### Le panneau dit «deschevaux ponctués»

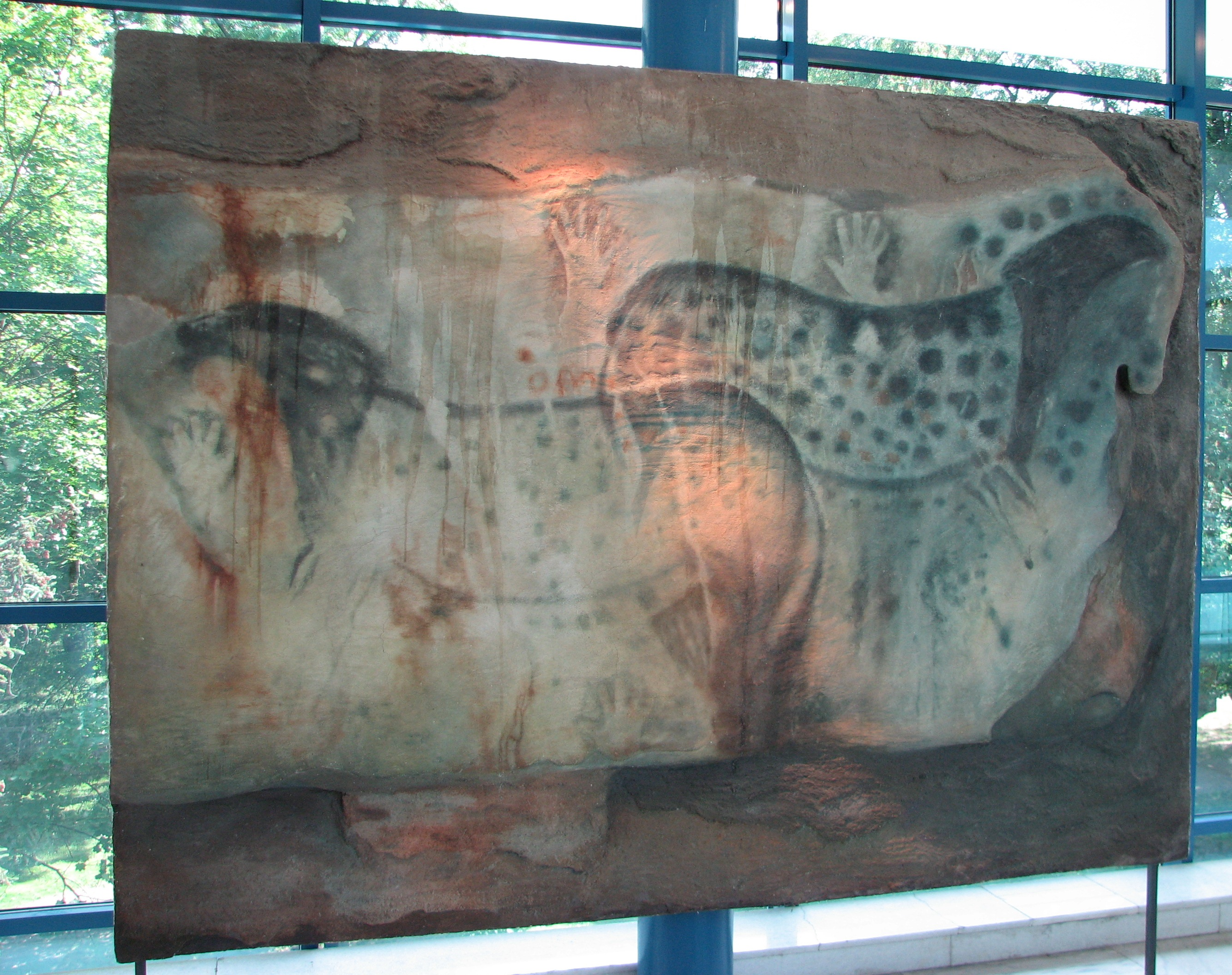
Reproduction des mains et des chevaux peints sur les murs de la grotte de Pech Merle, au musée de Brno en Tchéquie.

Ce célèbre panneau représente des chevaux ponctués et non pommelés.

#### Composition
Cette composition complexe a sans doute été réalisée en plusieurs étapes sur la face d'un bloc de 3,6 m de longueur et 1,65 m de hauteur, dont le rebord droit a lui-même une forme évoquant la tête d'un cheval. Elle comprend deux chevaux adossés (l'un dirigé vers la gauche, l'autre vers la droite) accompagnés d'un grand poisson (esturgeon ou brochet) au tracé fin de couleur rouge, d'une encolure d'un troisième cheval tracée elle aussi en rouge, de six mains négatives noires, de sept empreintes de pouces repliés de couleur rouge, d'un cercle enfermant un ovale (tous deux de couleur rouge) et de 252 signes de ponctuation (28 rouges et les autres en noir). L'archéologue Dean Snow, en se basant sur l'indice de Manning peu fiable, suggère que ce sont des mains de femme, ce qui témoigne de leur participation aux activités artistiques, en accord avec la réévaluation de leur rôle par l'archéologie féministe.
Les pigments noirs utilisés pour les chevaux ont été analysés, ils sont composés :
- d'oxydes de manganèse et de baryum ;
- de charbon de bois.

La description et l'analyse de ce panneau ont été réalisées par Michel Lorblanchet.

#### Expérimentation à la grotte des Bugadous
En 1990, Michel Lorblanchet a reproduit le panneau des chevaux à la grotte des Bugadous de Reilhac.
Après avoir choisi une paroi vierge de dimension suffisante. Il a appliqué du charbon de bois et de la poudre d'ocre rouge. Les poudres ont été mâchées, mélangées à la salive, puis crachées sur la paroi en utilisant les mains comme pochoirs. Les retouches ont été effectuées aux charbons de genévriers. Les oxydes de manganèse et de baryum n'ont pas été utilisés du fait de leur toxicité.
La description de son expérimentation a été publiée en 1998.

### Le panneau dit «deshiéroglyphes»
C'est un ensemble de tracés entrelacés effectués au doigt dans la surface argileuse du plafond sur près de 40 m2. On peut y distinguer 13 figures de mammouths et de femmes aux seins pendants ainsi que divers signes circulaires.

### Le panneau dit «desfemmes-bisons»
Il est composé de huit silhouettes baptisées femmes bisons par André Leroi-Gourhan qui considérait les bisons et les aurochs comme des symboles féminins : « La permutation des formes fait que les traits verticaux qui figuraient les postérieurs du bison deviennent les membres antérieurs d'une figure inclinée », si bien que « l'étroite assimilation des deux symboles de la série femelle ne peut s'imaginer dans une illustration plus parlante ».
Michel Lorblanchet considère les « femmes-bisons » d'André Leroi-Gourhan comme des femmes stylisées. Il admet néanmoins que « leur assimilation supplémentaire à un animal n'est pas impossible ». D'autres auteurs ont considéré les « femmes-bisons » comme des « femmes-mammouths » ou comme l'illustration d'un ancien mythe de la femme-cygne où le bison remplacerait l'oiseau.

### Le panneau dit «del'homme blessé»
C'est un dessin sommaire de couleur rouge : un homme, tête allongée, est entouré de 4 traits de part et d'autre du corps schématisé par une ligne droite qui relie la nuque à un double signe dit tectiforme.

### La galerie du Combel
Cette partie de la grotte, non visitable, comporte des ponctuations rouges, des représentations de chevaux, d'une lionne et d'animaux fantastiques, appelés antilopes. Des photographies de ces figurations sont visibles au musée.

## Datation des figurations
Amédée Lemozi, auteur de la première étude de la grotte, avait estimé que l'ensemble des figurations datait de l'Aurignacien. L'abbé Henri Breuil classait le panneau des chevaux ponctués à l'Aurignacien ou au Périgordien et la frise noire au début du Magdalénien ou à la fin du Périgordien. Selon André Leroi-Gourhan, le Pech Merle regroupait deux sanctuaires successifs, l'un centré autour des dessins du Combel et l'autre autour de la frise des chevaux ponctués. Le cheval de droite a fait l'objet d'une datation au carbone 14 réalisée par le Laboratoire des sciences du climat et de l'environnement de Gif-sur-Yvette. Le résultat est 24 640 ± 390 ans avant le présent (AP). Cette date correspond au Gravettien récent dans le sud-ouest de la France, ce qui est compatible avec d'autres éléments, dont les mains négatives.
Les travaux de Michel Lorblanchet l'ont conduit à distinguer trois phases artistiques :
1. une phase archaïque, représentée par le Combel, les chevaux ponctués et les premiers tracés digitaux (vers 25 000 - 24 000 ans AP)
2. une phase moyenne, représentée par la frise noire, toutes les figurations noires et les figures humaines ainsi que les autres tracés digitaux (période indéterminée)
3. une phase récente, représentée par les gravures (rattachée au Magdalénien vers 14 000 - 13 000 ans AP)

Les analyses des pollens prélevés dans le limon de la grotte ont confirmé une occupation épisodique en trois passages successifs, séparés par de longues périodes d'abandon.

## Protection
La grotte fait l'objet d'un classement au titre des monuments historiques depuis le 17 février 1951.

## Visites
Pech Merle fait partie des rares grottes ornées paléolithiques majeures qui soient toujours ouvertes au public. Toutefois, pour limiter les risques de dégradation ou d'altération (comme en a connu la grotte de Lascaux) qu'entraîne l'ouverture au public, le nombre de visiteurs, pendant les mois de juillet et août, est limité à 700 par jour, et chaque groupe de visiteurs est limité à 25 personnes. De plus, les peintures et gravures sont protégées par un grillage qui empêche de les toucher,.
Sur place, le musée de préhistoire Amédée-Lemozi, labellisé Musée de France, permet de compléter la visite de la grotte en offrant, avec deux collections permanentes et une salle de projection, une découverte plus générale sur la vie préhistorique et l'histoire des découvertes archéologiques associées. Le musée accueille aussi des expositions temporaires (par exemple celle du travail du préhistorien et réalisateur Marc Azéma, « Préhistoire de la bande dessinée et du dessin animé », d'avril à novembre 2009).
En 2017, 80 195 personnes ont visité la grotte.